# پیمان نامه رامبویه

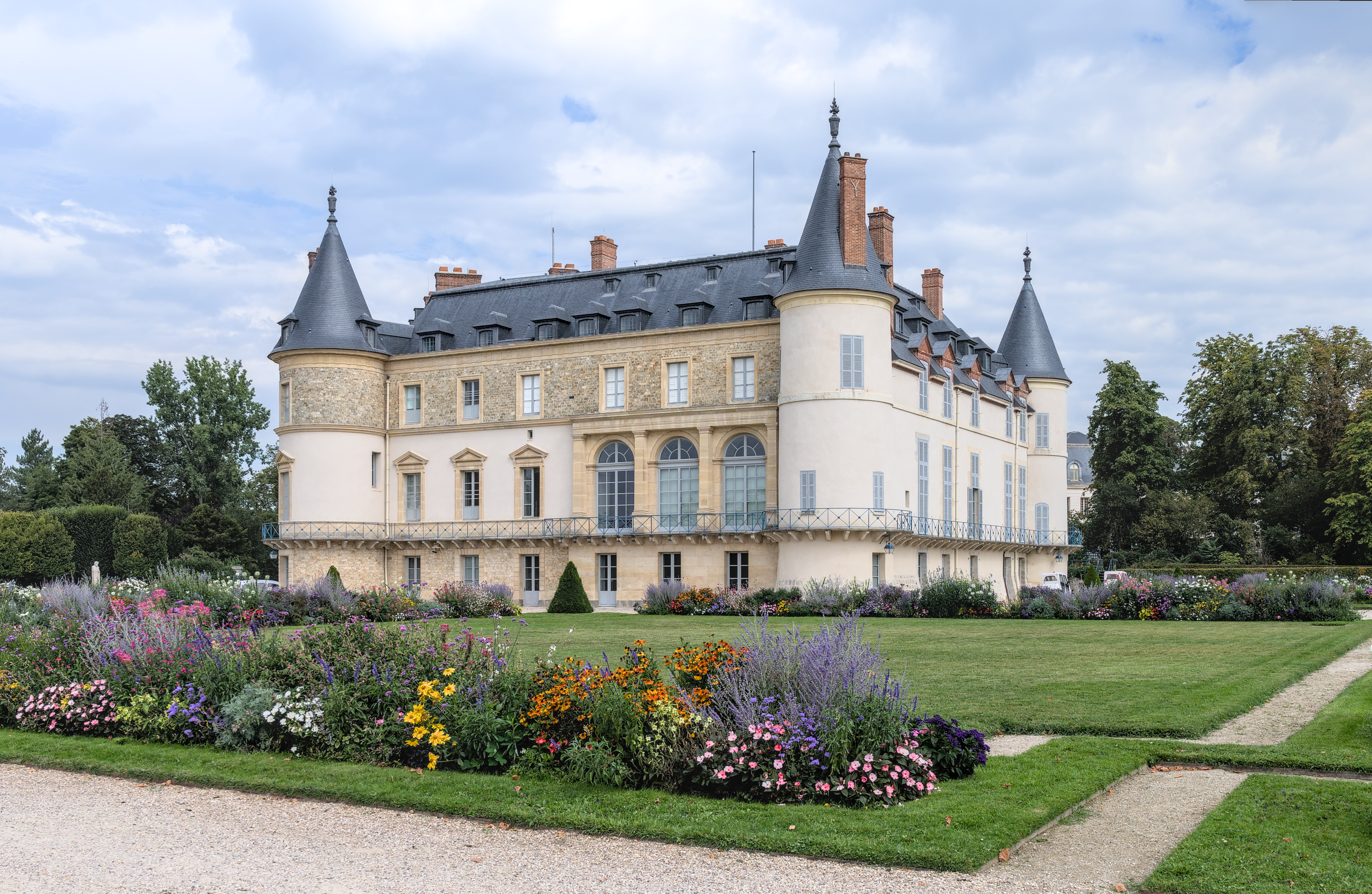
قلعه رامبویه که مذاکرات در آن انجام شد

پیمان نامه رامبویه که به‌طور رسمی سازشنامه گذرا برای صلح و خودمختاری در کوزوو شناخته می‌شود یک سازشنامه صلح پیشنهادی است میان گروه نمایندگان جمهوری فدرال یوگسلاوی و جمهوری صربستان از یک سو و هیئت نمایندگان سیاسی آلبانیایی نژاد (که بیشترین جمعیت کوزوو را دربر می‌گیرد)، از سوی دیگر. این پیش نویس به‌دست سازمان پیمان آتلانتیک شمالی (ناتو) تهیه شد و به نام قلعه رامبویه نامگذاری شد، جایی که در ابتدا در اوایل سال ۱۹۹۸ پیشنهاد شد. این توافقنامه مایه برپایی نیروی ۳۰۰۰۰ نفری سربازان حافظ صلح ناتو در کوزوو شد، همچنین حق گذر بدون مانع برای نیروهای ناتو در خاک یوگسلاوی و مصونیت ناتو و دست‌اندرکاران آن به قوانین یوگسلاوی را نیز در پی داشت. طرف آلبانیایی کوزوو این سازشنامه را در ۱۸ مارس ۱۹۹۹ امضا کرد، اما سوی دیگر گفت و گوها که یوگسلاوی و صربستان بودند از امضای این سازشنامه صلح سر باززدند که دستاویز بمباران یوگسلاوی در سال ۱۹۹۹ به‌دست ناتو شد.

## درونمایه سازشنامه
مفاد توافقنامه عبارت بودند از:
1. کوزوو رئیس‌جمهور، نخست‌وزیر و دولت، مجلس، دادگاه عالی، دادگاه قانون اساسی و دادگاه‌های دیگر خواهد داشت.
2. کوزوو صلاحیت قانون گذاری را خواهد داشت که مشمول بازنگری صربستان یا جمهوری فدرال یوگسلاوی نیستند، از جمله اخذ مالیات، ایجاد برنامه‌های توسعه اقتصادی، علمی، فناوری، منطقه‌ای و اجتماعی، انجام روابط خارجی در حوزه مسئولیت خود در این کشور که به شیوه جمهوری انجام خواهد شد».
3. "نیروهای ارتش یوگسلاوی و نیروهای امنیتی صربستان به استثنای یک نیروی محدود مرزبانی (فقط در یک منطقه مرزی ۵ کیلومتری فعال) به طور کامل از کوزوو خارج خواهند شد."
4. طرف‌ها از ناتو دعوت می‌کنند تا یک نیروی نظامی (KFOR) مستقر کند که مجاز به استفاده از نیروی لازم برای اطمینان از پایبندی به توافق‌نامه‌ها خواهد بود.»
5. "جامعه بین المللی در حصول اطمینان از اجرای این مفاد از طریق یک مأموریت اجرایی غیرنظامی (CIM) که توسط ناتو تعیین شده است، نقش ایفا خواهد کرد."
6. "رئیس CIM صلاحیت صدور دستورالعمل‌های الزام آور را برای طرفین در مورد همه موضوعات مهمی که صلاح می‌داند، از جمله انتصاب و عزل مقامات و محدود کردن نهادها را دارد."
7. سه سال پس از اجرای توافق، یک نشست بین‌المللی برای تعیین مکانیسمی برای حل و فصل نهایی کوزوو بر اساس خواست مردم آن تشکیل خواهد شد.
8. پرسنل ناتو همراه با وسایل نقلیه، کشتی‌ها، هواپیماها و تجهیزات خود از عبور آزاد و بدون محدودیت و دسترسی بدون مانع در سراسر جمهوری فدرال یوگسلاوی از جمله حریم هوایی و آب‌های سرزمینی مرتبط برخوردار خواهند شد. بیواک، مانور، بیلت و استفاده از هر منطقه یا امکاناتی که برای پشتیبانی، آموزش و عملیات مورد نیاز است."
9. به ناتو اجازه استفاده از جاده‌ها، خطوط ریلی و بندرها فرودگاه‌ها بدون پرداخت هزینه‌ها، عوارض، عوارض، عوارض یا هزینه‌های ناشی از استفاده صرف داده می‌شود.
10. یوگسلاوی و کوزوو، بنا به درخواست ساده، کلیه خدمات مخابراتی، از جمله خدمات پخش، مورد نیاز برای عملیات را که توسط ناتو تعیین شده است، اعطا خواهند کرد. حق استفاده از تمام طیف الکترومغناطیسی بدون هزینه برای این منظور."
11. "در اجرای عملیات، ناتو ممکن است نیاز به بهبود یا اصلاح در برخی زیرساخت‌ها در FRY مانند جاده‌ها، پل‌ها، تونل‌ها، ساختمان‌ها و سیستم‌های تاسیساتی داشته باشد."
12. ناتو از تمامی مراحل قانونی، اعم از مدنی، اداری و جنایی مصون خواهد بود.
13. "کارکنان ناتو، تحت هر شرایطی و در هر زمان، نسبت به هر گونه تخلف مدنی، اداری، جنایی یا انضباطی که ممکن است توسط آنها در FRY مرتکب شود، از صلاحیت طرفین مصون خواهند بود."
14. پرسنل ناتو از هر گونه دستگیری، تحقیق یا بازداشت توسط مقامات در FRY مصون خواهند بود.

## پیشنهاد خودمختاری برای کوزوو
سازشنامه رامبویه شامل مقرراتی برای ایجاد یک سازوکار خودمختاری دموکراتیک در کوزوو بود.

## طرف‌های گفت و گو
این گفت و گوها به ریاست رابین کوک، وزیر خارجه بریتانیا و هوبرت ودرین، وزیر امور خارجه فرانسه برگزار شد. در مواقعی مادلین آلبرایت وزیر امور خارجه آمریکا و یوشکا فیشر وزیر خارجه آلمان نیز در این گفت وگوها شرکت داشتند.
سه طرف در گفت وگوها شرکت داشتند:
- گروه تماس که دربرگیرنده نمایندگانی از ایالات متحده، اتحادیه اروپا و روسیه بود. کریستوفر هیل از ایالات متحده، ولفگانگ پتریچ از اتحادیه اروپا و بوریس ماجورسکی از روسیه.
- هیئت ۱۶ نفره آلبانیایی‌های کوزوو. برخی از اعضای این گروه شامل هاشم تاچی (رهبر ارتش آزادیبخش کوزوو)، ابراهیم روگووا (رهبر جامعه آلبانیایی‌تبار در کوزوو)، فهمی آقانی (استاد فلسفه و معتمد روگوا)، وتون سوروی (روزنامه‌نگار)، رجب قوسجا، جاکوپ کراسنیقی (سخنگوی KLA), رام بوجا (کارمند سابق روگووا و نماینده KLA) بودند.[۶]

## روند گفت و گوها

### رامبویه
در ۲۳ فوریه ۱۹۹۹، رابین کوک و هوبرت ودرین، روسای مشترک روند گفت وگوها، بیانیه‌ای صادر کردند و گفتند که گفت وگوها به همآوایی و سازش دربارهٔ خودمختاری اساسی کوزوو، از جمله در مورد سازوکارهایی برای انتخابات آزاد و عادلانه برای نهادهای دموکراتیک انجامیده است. آنها در ادامه گفتند که «یک چارچوب سیاسی در حال حاضر وجود دارد» و کار بعدی برای نهایی کردن اجرای سازشنامه، از جمله نحوه دعوت از غیرنظامیان و نظامیان بین‌المللی برای حضور در کوزوو می‌باشد. با این حال، این ارزیابی در بهترین حالت بیش از حد خوش‌بینانه بود و در بدترین حالت اختلاف منافع بین دو حزب اصلی را نادیده گرفت. آلبانیایی‌ها حاضر نبودند راه حلی را بپذیرند که کوزوو را به عنوان بخشی از صربستان حفظ کند، در حالی که صرب‌ها نمی‌خواستند وضعیت مانند پیش ازسال ۱۹۹۰ شود، و به تندی با هر گونه نقش بین‌المللی در گرداندن این استان مخالف بودند. چاره اندیشی‌ها در این چالش به بن‌بست خورد و کشورهای گروه تماس ناتو ناامید از این روند ناچار بودند تا از گزینه تهدید و زور بهره‌گیری کنند که یونان و ایتالیا با این ایده مخالف بودند. در نتیجه، زمانی که گفت وگوها تا مهلت اولیه یعنی ۱۹ فوریه به توافق نرسید، یک ماه دیگر تمدید شد.

### پاریس
اما در پایان، در ۱۸ مارس ۱۹۹۹، هیئت آلبانیایی کوزوو، آمریکایی و بریتانیایی آنچه را که به «توافق رامبویه» شناخته شد، امضا کردند، در حالی که هیئت‌های صربستان و روسیه نپذیرفته بودند. در این سازشنامه، ناتو کوزوو را به عنوان یک منطقه خودمختار در یوگسلاوی می‌گرداند، همچنین نیرویی به بزرگی ۳۰۰۰۰ سرباز ناتو برای حفظ نظم در کوزوو، حق عبور بدون مانع برای نیروهای ناتو در خاک یوگسلاوی، از جمله کوزوو. مصونیت ناتو و عوامل آن نسبت به قوانین یوگسلاوی، حق استفاده نیروهای ناتو از جاده‌های محلی، بندرها، راه‌آهن و فرودگاه‌ها را بدون پرداخت عوارض یا هزینه‌ها و همچنین حق استفاده از طیف الکترومغناطیسی بدون پرداخت را دربر خواهد داشت. افزون بر آن ناتو این حق را خواهد داشت که بدون هزینه امکانات عمومی را برای استفاده از آن درخواست کند، نیروهای ناتو می‌توانند پرسنل محلی را بکار بگیرند که در صورت به‌کارگیری در ناتو از قوانین محلی در رابطه با کارهای انجام شده در مقام رسمی، تعهدات خدمات ملی، قوانین کار محلی و مالیات بر حقوق خود معاف خواهند بود. زیرساخت‌های محلی در صورت لزوم برای آسان سازی مأموریت، به‌دست نیروهای ناتو در معرض بهبود یا ویرایش خواهند بود. به گفته تیم جودا، طرف صربستان بعداً از پیوست دیگری که بر سازشنامه اولیه وارد شد به عنوان دلیلی برای شکست مذاکرات یاد کرد. در آن زمان، صرب‌ها هرگونه بحث در مورد میانجیگری نیروهای خارجی را رد کردند، چه برسد به حقوق گسترده‌ای که در پیوست به سود آنها نمی‌شد.

### امضا کردن
این قرارداد به‌دست ابراهیم روگووا، هاشم تاچی، رجپ قوسجا و وتون سوروی به نمایندگی از «کوزوو» در حضور کریستوفر هیل و ولفگانگ پتریچ در ۱۸ مارس ۱۹۹۹ امضا شد اما پیش‌تر نیز گفته شد که هیئت نمایندگی جمهوری فدرال یوگسلاوی و جمهوری صربستان از امضای توافقنامه خودداری کردند.

### پیامدها
رویدادهای پس از شکست در رامبویه به سرعت پیش رفت. ناظران بین‌المللی سازمان امنیت و همکاری اروپا در ۲۲ مارس به دلیل ترس از امنیت خود پیش از بمباران پیش‌بینی‌شده به‌دست ناتو خارج شدند. در ۲۳ مارس، مجمع صربستان قطعنامه ای صادر کرد که خروج ناظران سازمان امنیت و همکاری اروپا را محکوم کرد، و اصل «خودمختاری» برای کوزوو و بخش‌های غیرنظامی از توافق را پذیرفت.
رهبران ناتو انتظار داشتند که یک کمپین کوتاه بمباران منجر به خروج نیروهای صرب از کوزوو شود و در نتیجه به بحران انسانی پایان دهد.

## واکنش‌ها
هنری کیسینجر، وزیر امور خارجه سابق ایالات متحده، در تفسیری که برای رسانه‌ها فرستاد، عنوان کرد:
متن رامبویه که از صربستان خواسته شده بود تا نیروهای ناتو را در سرتاسر یوگسلاوی بپذیرد، تحریک آمیز بود، بهانه ای برای شروع بمباران. رامبویه سندی نیست که یک صرب فرشته بتواند آن را بپذیرد. این یک سند دیپلماتیک وحشتناک بود که هرگز نباید به آن شکل ارائه می‌شد.— هنری کیسینجر، «دیلی تلگراف»، ۲۸ ژوئن ۱۹۹۹